# Krisztina Tóth
Krisztina Tóth je mađarska stolnotenisačica. Rođena je u Miškolcu, no podrijetlom je iz grada Gödölla (također Mađarska). Počela je igrati stolni tenis s 8 godina u svom gradu Gödöllu, jer je bila nadahnuta svojim ujakom koji je bio profesionalni stolnotenisač. Dan-danas igra sa svojim prvim reketom. 2008. je postala počasnom građankom Gödölla.
 Tóth je promicateljica stolnog tenisa među djecom u Mađarskoj. Također podupire obitelji slabijeg imovinskog stanja u svojoj domovini.